# Franco Morgan
Franco Morgan, pseudonimo di Franco Bianchi (Castellanza, 7 novembre 1930 – Milano, 1º settembre 2010), è stato un doppiatore italiano.

## Biografia
Attore, doppiatore ed occasionalmente anche direttore del doppiaggio, è noto soprattutto per essere stato la voce maschile che accompagnava Claudia Mori nel brano musicale Buonasera dottore.
Ha diretto nel 1977 il doppiaggio del film L'ultima orgia del III Reich.
Nella serie degli LP Disney destinati all'infanzia è stato, nel 1976, la voce narrante nella storia tratta dal romanzo Mary Poppins (Lp STP 3922). Nella stessa collana ha poi impersonato Capitan Monastario in Le quattro avventure di Zorro (Lp STP 3601, 1968).

## Doppiaggio (parziale)

### Cinema
- Giuliano Gemma in Delitto d'amore

### Televisione
- Robert Mitchum in Ricordi di guerra (ridoppiaggio)
- Robert Stack in Gli intoccabili
- Brian Keith in Tre nipoti e un maggiordomo
- Dietmar Schönherr in Le fantastiche avventure dell'astronave Orion